# 호서루

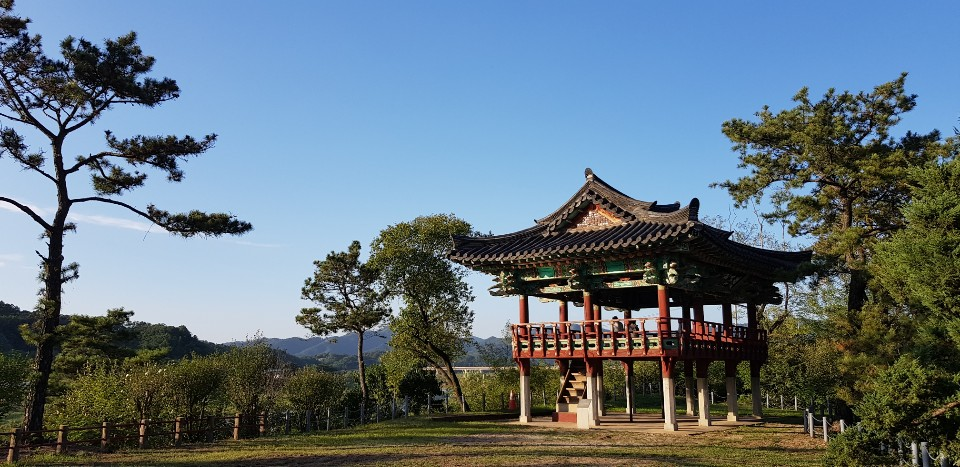

호서루는 대한민국 충청북도 영동군 심천면에 있다. 1996년 4월 15일 영동군의 향토유적 제37호로 지정되었다.

## 개요
금강과 영동천 합수지점에 건립한 정자로 1553년 처음 건립된 뒤 소실된것을 밀양박씨 종중에서 1959년 중건하였다.